# Droga wojewódzka 254
Die Droga wojewódzka 254 (DW 254) ist eine 53 Kilometer lange Droga wojewódzka (Woiwodschaftsstraße) in der polnischen Woiwodschaft Kujawien-Pommern und der Woiwodschaft Kujawien-Pommern, die die Droga krajowa 15 in der Nähe von Wylatowo mit Brzoza verbindet. Die Strecke liegt im Powiat Bydgoski und Powiat Mogileński.

## Streckenverlauf
Woiwodschaft Kujawien-Pommern, Powiat Bydgoski
-  Brzoza (Hopfengarten) (DK 25)
- Kobylarnia
- Nowe Smolno

Woiwodschaft Kujawien-Pommern, Powiat Żniński
- Antoniewo
- Smogorzewo
-  Łabiszyn (Labischin) (DW 246, DW 253)
- Oporówek
- Augustowo
- Kania
- Barcin-Wieś
- Julianowo
-  Barcin (Bartschin) (DW 251)

Woiwodschaft Kujawien-Pommern, Powiat Mogileński
- Szczepanowo
- Szczepankowo
- Szczepanowo
- Słaboszewko
- Mokre
- Dąbrowa
- Wszedzień
- Wiecanowo
- Mogilno
- Żabno
-  Wylatowo (Wilatowen) (DK 15)